# Hugo Ayala
Hugo Ayala Castro (ur. 31 marca 1987 w Morelii) – meksykański piłkarz występujący na pozycji środkowego obrońcy, reprezentant Meksyku.

## Kariera klubowa
Ayala pochodzi z miasta Morelia i treningi piłkarskie rozpoczynał jako trzynastolatek w zespołach juniorskich tamtejszego klubu Monarcas Morelia. Po kilkunastu miesiącach przeniósł się jednak do Guadalajary, gdzie dołączył do akademii młodzieżowej zespołu Club Atlas. Do pierwszej drużyny został włączony jako dziewiętnastolatek przez szkoleniowca Rubéna Omara Romano, po uprzednich występach w drugoligowej filii ekipy – Académicos de Guadalajara. W meksykańskiej Primera División zadebiutował 28 października 2006 w przegranych 1:3 derbach miasta z Chivas. Początkowo pełnił rolę rezerwowego zawodnika, lecz już kilka miesięcy później wywalczył sobie pewne miejsce w wyjściowej jedenastce. W 2008 roku zajął z Atlasem drugie miejsce w rozgrywkach kwalifikacyjnych do Copa Libertadores – InterLidze. Premierowego gola w najwyższej klasie rozgrywkowej strzelił natomiast 27 sierpnia tego samego roku w zremisowanej 1:1 konfrontacji z Américą. W sierpniu 2009 mimo młodego wieku został mianowany przez trenera Ricardo La Volpe kapitanem zespołu, zaś ogółem w barwach Atlasu spędził cztery lata.
Latem 2010 Ayala za sumę 3,5 miliona dolarów przeszedł do klubu Tigres UANL z siedzibą w Monterrey. Tam od razu wywalczył sobie niepodważalne miejsce w wyjściowej jedenastce, tworząc solidny duet stoperów z Juninho i aż do października 2012 nie opuścił żadnego ligowego spotkania, występując we wszystkich meczach od pierwszej do ostatniej minuty. W jesiennym sezonie Apertura 2011 zdobył z ekipą prowadzoną przez szkoleniowca Ricardo Ferrettiego pierwszy w swojej karierze tytuł mistrza Meksyku, zostając również wybrany w oficjalnym plebiscycie Meksykańskiego Związku Piłki Nożnej na najlepszego środkowego obrońcę tamtych rozgrywek. W wiosennym sezonie Copa MX zdobył puchar Meksyku – Copa MX, a w tym samym roku zajął również drugie miejsce w krajowym superpucharze – Supercopa MX. Podczas rozgrywek Apertura 2014 – wciąż będąc czołowym stoperem w lidze – wywalczył tytuł wicemistrzowski, zaś rok później – w sezonie Apertura 2015 – osiągnął kolejne mistrzostwo Meksyku. W tym samym roku dotarł również z Tigres do finału najbardziej prestiżowych rozgrywek południowoamerykańskiego kontynentu – Copa Libertadores.
W 2016 roku Ayala doszedł z ekipą Ferrettiego do finału najważniejszych rozgrywek Ameryki Północnej – Ligi Mistrzów CONCACAF, zaś w sezonie Apertura 2016 zdobył swoje trzeci tytuł mistrza Meksyku. W tym samym roku wywalczył także bardziej prestiżowy z meksykańskich superpucharów – Campeón de Campeones.

## Kariera reprezentacyjna
W lipcu 2006 Ayala został powołany przez Jesúsa Ramíreza do reprezentacji Meksyku U-23 na Igrzyska Ameryki Środkowej i Karaibów w Cartagenie. Tam pełnił rolę podstawowego zawodnika swojej drużyny, rozgrywając wszystkie trzy spotkania (z czego dwa w wyjściowym składzie), zaś jego kadra odpadła wówczas z męskiego turnieju piłkarskiego w ćwierćfinale po porażce z Hondurasem (1:3). Rok później znalazł się w ogłoszonym przez René Isidoro Garcíę składzie na Igrzyska Panamerykańskie w Rio de Janeiro, gdzie również był kluczowym graczem swojej ekipy i wystąpił w czterech z pięciu możliwych meczów (we wszystkich w pierwszej jedenastce). Jego zespół zakończył swój udział w rozgrywkach na półfinale, przegrywając w nim w serii rzutów karnych z Jamajką (0:0, 4:5 k) i ostatecznie zdobył brązowy medal igrzysk. W marcu 2008 wziął udział w północnoamerykańskim turnieju kwalifikacyjnym do Igrzysk Olimpijskich w Pekinie, rozgrywając komplet trzech spotkań w pełnym wymiarze czasowym, lecz Meksykanie – prowadzeni wówczas przez selekcjonera Hugo Sáncheza – nie zdołali zakwalifikować się na olimpiadę.
W seniorskiej reprezentacji Meksyku Ayala zadebiutował za kadencji selekcjonera Javiera Aguirre, 11 marca 2009 w wygranym 5:1 meczu towarzyskim z Boliwią. Kilka lat później wziął udział w eliminacjach do Mistrzostw Świata w Brazylii, podczas których rozegrał jednak tylko cztery z osiemnastu spotkań i nie znalazł się w ostatecznym składzie na mundial. W 2015 roku został powołany przez Miguela Herrerę do rezerwowej reprezentacji na turniej Copa América. Tam był podstawowym stoperem zespołu, wystąpił od pierwszej do ostatniej minuty we wszystkich trzech meczach, a jego kadra odpadła z rozgrywek już w fazie grupowej.

## Statystyki kariery

### Klubowe
| Atlas  | 2006–2007 | Meksyk | Liga MX | 19     | 0   | — | —  | —   | —             | —  | 19 | 0   |   |
| Atlas  | 2007–2008 | Meksyk | Liga MX | 15     | 0   | 4 | 0  | CL  | 5             | 0  | 24 | 0   |   |
| Atlas  | 2008–2009 | Meksyk | Liga MX | 27     | 3   | 4 | 0  | —   | —             | —  | 31 | 3   |   |
| Atlas  | 2009–2010 | Meksyk | Liga MX | 25     | 0   | — | —  | SL  | 3             | 0  | 28 | 0   |   |
| UANL   | 2010–2011 | Meksyk | Liga MX | 36     | 0   | — | —  | —   | —             | —  | 36 | 0   |   |
| UANL   | 2011–2012 | Meksyk | Liga MX | 44     | 1   | — | —  | —   | —             | —  | 44 | 1   |   |
| UANL   | 2012–2013 | Meksyk | Liga MX | 29     | 1   | — | —  | LMC | 3             | 0  | 32 | 1   |   |
| UANL   | 2013–2014 | Meksyk | Liga MX | 33     | 1   | 8 | 0  | —   | —             | —  | 41 | 1   |   |
| UANL   | 2014–2015 | Meksyk | Liga MX | 40     | 1   | 5 | 0  | CL  | 11            | 1  | 56 | 2   |   |
| UANL   | 2015–2016 | Meksyk | Liga MX | 23     | 0   | — | —  | LMC | 6             | 0  | 29 | 0   |   |
| UANL   | 2016–2017 | Meksyk | Liga MX | 0      | 0   | — | —  | —   | —             | —  | 0  | 0   |   |
| Ogółem | Ogółem    | Ogółem | Ogółem  | Ogółem | 291 | 7 | 21 | 0   | CL + SL + LMC | 28 | 1  | 340 | 8 |

- CL – Copa Libertadores
- SL – SuperLiga
- LMC – Liga Mistrzów CONCACAF

### Reprezentacyjne
| Meksyk | Meksyk | 2009   | 2  | 0 | — | — | —  | — | — | 2  | 0 |
| Meksyk | Meksyk | 2010   | 1  | 0 | — | — | —  | — | — | 1  | 0 |
| Meksyk | Meksyk | 2011   | —  | — | — | — | —  | — | — | 0  | 0 |
| Meksyk | Meksyk | 2012   | 2  | 0 | 2 | 0 | —  | — | — | 4  | 0 |
| Meksyk | Meksyk | 2013   | 2  | 0 | 2 | 0 | —  | — | — | 4  | 0 |
| Meksyk | Meksyk | 2014   | 3  | 0 | — | — | —  | — | — | 3  | 0 |
| Meksyk | Meksyk | 2015   | 5  | 0 | 2 | 0 | CA | 3 | 0 | 10 | 0 |
| Meksyk | Meksyk | 2016   | 2  | 0 | 3 | 0 | —  | — | — | 5  | 0 |
| Meksyk | Meksyk | 2017   | —  | — | — | — | —  | — | — | 0  | 0 |
| Ogółem | Ogółem | Ogółem | 17 | 0 | 9 | 0 | CA | 3 | 0 | 29 | 0 |

- CA – Copa América